# 伊扎特·易卜拉欣·杜里
伊扎特·易卜拉欣·杜里（阿拉伯語：عزة إبراهيم الدوري；1942年7月1日—2020年10月26日），伊拉克前政治家、军官，萨达姆政权时期的陆军中将，担任革命指导委员会副主席和伊拉克复兴党副书记，地位仅次于萨达姆·侯赛因。他在萨达姆死后继任阿拉伯复兴社会党－伊拉克地区领导机构书记。他也是纳克什班迪教团军的首领。

## 生平

### 早期政治活动
出生在提克里特附近的杜尔村，家庭贫困，父亲以贩卖冰块为生。后来十几岁的他加入了伊拉克复兴党，曾于1959年和1962年两次被关押入狱。1963年参加复兴党的民族防卫队，参与推翻阿卜杜勒-卡里姆·卡塞姆政权政变。同年，又图谋推翻总统阿卜杜塞拉姆·阿里夫，失败，被投狱。在此期间与萨达姆·侯赛因结识。1967年获得赦免出狱，翌年，两人一起参与了由复兴党主导的7月17日革命，成功夺权。他有五位妻子和二十四名子女。

### 进入中央
艾哈迈德·哈桑·贝克尔将军上台后，易卜拉欣被任命为复兴党官方报纸《农民之声》的总编及劳动综合总联盟事务局局长。1969年12月，被选为伊拉克革命指挥委员会（RCC）委员，并担任土地改革部长一职。1972年5月15日就任农业部长，主导农政改革。1973年11月11日，就任内务部长。1977年9月就任农民总联盟事务局局长，同年成为该党领导层成员，成为萨达姆的左膀右臂。
1979年萨达姆就任总统时，任命易卜拉欣为复兴党地区领导机构副书记、革命指挥委员会副主席。革命指挥委员会副主席在非常场合可代行主席和伊拉克总统职务，事实上是萨达姆政权的第二号人物。作为副主席的他，曾参与对1980年两伊战争初期的入侵伊朗军事行动、1990年的侵略科威特的决定。1980年代末，担任复兴党北部局副书记的易卜拉欣指挥了镇压库尔德人的军事行动，曾有屠杀大量库尔德人的报导。1991年海湾战争期间，攻打沙特阿拉伯的的提议也是由易卜拉欣提出来的。海湾战争后，易卜拉欣被任命为伊拉克军队的副总司令，指挥镇压什叶派和库尔德人的叛军。1992年，出任尼尼微省省长。

### 伊拉克战争
2003年伊拉克战争期间，易卜拉欣被任命为北部战区司令。萨达姆政权垮台、北方诸镇陆续被美军占领之后，易卜拉欣一直下落不明。他在美军发布的扑克牌通缉令中为梅花K，在所有被通缉的高官中位列第六。媒体多次传出易卜拉欣被捕或者死亡的报导，后来易卜拉欣的讲话视频在互联网上出现，否定了这些说法。
事实上，长久以来易卜拉欣一直组织复兴党的残余势力纳克什班迪教团军对抗美军，在萨达姆被处死后，他于2007年1月3日就任伊拉克复兴社会党残余力量的领导人职位。
“我们发誓要把我们的国家从残暴无耻的罪犯、新犹太复国主义者和波斯人手中解放出来，以恢复伊拉克的统一”。在一份复兴党残部的宣传文件中，易卜拉欣和其支持者如此说道。
后来的伊拉克内战期间，易卜拉欣的复兴党残余势力也扮演着重要角色，他们与伊斯兰国勾结，共同对伊拉克政府军发起残酷的攻势。
2015年4月17日，伊拉克政府声称，在薩拉丁省提克里特附近的一次軍事行動中成功擊斃了時年72歲的伊扎特。伊拉克政府軍的阿卜杜拉米尔·扎伊迪中將表示，自己看到了與伊扎特面貌相似的遺體，並且有「95%的肯定」是伊扎特本人。此人的遺體已被送往巴格達查驗DNA，以確定其真實身份。網路上流傳著據稱是伊扎特遺體的照片，此人長有與伊扎特十分相似的紅色鬍鬚。随后，伊拉克遜尼派武装组织“真主旅”的发言人称，死者DNA与杜里的DNA样本相符，证实杜里已经死亡。根据BBC报导，什叶派武装组织声称杜里已被其击毙，但伊拉克复兴社会党否认了杜里之死，而其死讯未被证实。库尔德新闻鲁道则报导称，伊拉克政府根本没有杜里的DNA来证明他是否死亡。
2016年4月7日，杜里身穿军装出现在沙特阿拉伯的阿拉伯人电视台播放的录像上。
2020年10月26日，伊扎特·易卜拉欣·杜里去世，伊拉克复兴社会党残党在其社交账号（已被伊拉克政府封禁）宣布了他的死讯。